# The Collins Kids
The Collins Kids war ein US-amerikanisches Rockabilly-Duo. Obwohl die beiden Geschwister Lorrie und Larry nie einen wirklichen Hit hatten, waren sie Mitte der 1950er Jahre äußerst populär, was wohl an ihren Auftritten in der erfolgreichen KFI Town Hall Party und ihrem Ableger Town Hall Ranch Party lag.

## Leben

### Kindheit und Anfänge
Die Geschwister Lorrie (* 7. Mai 1942, † 4. August 2018) und Larry (* 4. Oktober 1944, † 5. Januar 2024) Collins stammen aus Tulsa, Oklahoma. Lorrie nahm schon früh an Talentwettbewerben teil. Ihren ersten gewann sie 1950, der Lorrie dann 1952 zusammen mit ihrer Mutter nach Kalifornien führte. Im darauf folgenden Jahr zog die Familie Collins dann nach Kalifornien. Zu dieser Zeit begann auch ihr Bruder Larry an solchen Wettbewerben teilzunehmen. Weihnachten 1952 hatte er eine Gitarre geschenkt bekommen, die er bald beherrschte.

### Karriere
1953 waren sie schon regelmäßig bei der Squeakin‘ Deacon Talent Show zu hören. Nachdem das Duo 1954 an einem weiteren Wettbewerb teilnahm, diesmal jedoch veranstaltet von der Town Hall Party, wurden sie vom Management der Show für einige Auftritte gebucht. Während dieser Auftritte lernte Larry den Gitarrenvirtuosen Joe Maphis kennen, der ihm weiteren Unterricht im Gitarrenspiel gab. Durch Maphis erhielt Larry eine „Double-Neck-Guitar“, eine Gitarre mit zwei Hälsen, die Maphis ebenfalls spielte. Johnny Bond empfahl das Duo dann weiter an Don Law, einem Mitarbeiter der Columbia Records.
Columbia nahm Larry und Lorrie im Juli 1955 unter Vertrag. Im Oktober hielten sie begleitet von Columbia-Musikern wie Joe Maphis ihre erste Session ab, aus der ihre Single Hush Money / Beetle-Bug Bop entstand, die im November 1955 veröffentlicht wurde. Zu dieser Zeit waren die beiden erst elf und dreizehn Jahre alt. Insgesamt spielten sie bis 1962 für Columbia 14 Sessions ein. Make Him Behave / Rockaway Rock schaffte es sogar auf Platz drei der erfolgreichsten Country-Platten Columbias im Juni 1956. Währenddessen waren sie stetige Mitglieder der Town Hall Party geworden und galten als die beliebtesten Künstler der Sendung, beliebter als Johnny Cash, Gene Vincent, Skeets McDonald oder Bob Luman. Hierbei fiel Larrys professionelle Bühnendarstellung auf, der mit seiner Doppelhals-Gitarre in stilechtem Western-Outfit mit Fransen und auffälligen Cowboystiefeln eine eindrucksvolle Bühnen-Show bot, bei der er ausgeprägt wilde Tanzschritte vollführte und dazu mit betont strahlender Gesichtsmimik die Zuschaueraugen auf sich zog.
1959 brannte Lorrie, gerade 17-jährig, mit Johnny Cashs Manager Stu Carnell durch und heiratete ihn, ehe sie zwei Jahre später ihr erstes Kind bekam, was endgültig das Ende der Collins Kids bedeutete. Die Zeit des Rockabilly und der Country-Shows war schon Ende der 1950er Jahre zu Ende gegangen und auch die große Zeit der Collins Kids war vorbei.
Larry führte seine Karriere zunächst fort, zog sich dann aber aus dem Musikgeschäft zurück und ging seiner zweiten Leidenschaft, dem Golfen nach, bei der er mehrere bedeutende Preise gewann. 1972 rückte er zwischenzeitlich erneut ins musikalische Rampenlicht als Co-Autor des Hits Delta Dawn, der von der jungen Tanya Tucker als Countrysong präsentiert wurde und von dem ein Jahr später Helen Reddy eine Popversion sang. Auch den Song You're the Reason God Made Oklahoma schrieb er, den David Frizzell und Shelly West im Jahre 1980 als Teil des Soundtracks für den Clint Eastwood Film Mit Vollgas nach San Fernando aufnahmen. 1993 taten sich die Collins Kids wieder zusammen und traten wieder gemeinsam auf. Sie unternahmen ebenfalls Tourneen nach Europa. Wegen ihrer Verdienste um das Rockabilly-Genre wurden die Collins Kids in die Rockabilly Hall of Fame aufgenommen.

## Diskographie

### Singles
| Jahr | Titel A | Titel B                  | Plattenfirma     |
| ---- | --- | ------------------------ | ---------------- |
| 1955 | Bettle-Bug Bop | Hush Money               | Columbia Records |
| 1956 | Rockaway Rock | Make Him Behave          | Columbia Records |
| 1956 | In My Teens | They’re Still In Love    | Columbia Records |
| 1956 | Rock and Roll Polka                                                                                                | My First Love            | Columbia Records |
| 1957 | Move A Little Closer                                                                                               | Go Away, Don’t Bother Me | Columbia Records |
| 1957 | Hop, Skip and Jump                                                                                                 | Young Heart              | Columbia Records |
| 1957 | Party | Heartbeat                | Columbia Records |
| 1958 | Hoy Hoy | Mama Worries             | Columbia Records |
| 1958 | Mercy | Sweet Talk               | Columbia Records |
| 1958 | Whistle Bait | Rock Boppin’ Baby        | Columbia Records |
| 1959 | Kinda Like Love | Sugar Plum               | Columbia Records |
| 1959 | The Lonesome Road                                                                                                  | Another Man Done Gone    | Columbia Records |
|      | - The Cuckoo Rock - Hot Rod - I Wish - Shortening Bread Rock - Soda Poppin’ Around - There’ll Be Some Changes Made | nicht veröffentlicht     |                  |

### Alben
- 1956: Collins Kids
- 1957: Collins Kids
- 1981: Rockin’ Rollin’ Collins Kids
- 1983: Collins Kids Vol. 2
- 1991: Hop, Skip & Jump
- 1995: Introducing Larry and Lorrie
- 1997: Rocking On TV
- 1998: Rockin’est